# ルイジ・ロワール
ルイジ・ロワール (Luigi Loir  1845年12月22日 – 1916年2月9日) はフランスで活躍した画家である。オーストリア・ゲーリッツ生まれ。

## 生涯
ルイジ・ロワールはタンレド・ロワール・フランソワとテレーズ・レバン(オーストリアに亡命していたフランス王室の清掃係)の息子として誕生した。1853年にパルマ美術学校に入学。
1865年制作の Paysage à Villiers-sur Seine により風景画家として認知され、2年後にパリへ移住する。パリ移住後はJean Pastelo (1820–1870)と共に天井画家として知られるようになる。
ロワールはビスケットブランドのLUのためにイラストを描いたことや普仏戦争に参加していたことも知られている。
1898年にはレジオンドヌール勲章・シュヴァリエ章を受章した。。

## サロン出展歴
- 1865年 Paysages de Parme(パルマの風景)、 Vue de Rome(ローマの眺め)、 Vue de Dieppe(ディエップの眺め)
- 1879年 第3位
- サロン・ド・パリ (フランス芸術家協会主催)
  - 1886年 第2位
  - 1889年 第1位

## 美術館等所蔵の作品
イギリス
- ロンドン, Connaught Brown:  Quai Bourbon

フランス
- バル＝ル＝デュック, バロア美術館 : Avant l'embarquement, effet crépusculaire, 1893年
- ボルドー美術館.
- マルセイユ, ヨーロッパ・地中海文明博物館 : Félicia Mallet in L'Enfant prodigue, 多色石版画
- パリ
  - パリ市庁舎
    - Les Préparatifs de la fête foraine,
    - La Rue de la Pitié vue du Val de Grâce

  - カルナヴァレ博物館 : Porte Maillot, effet de neige, la nuit, 油彩
  - オルセー美術館.
  - プティ・パレ : Le Marché à la ferraille.
- ルーアン美術館

チェコ
- プラハ国立美術館: Le Métropolitain, 1899年

## 作品

ルイジ・ロワールの作品
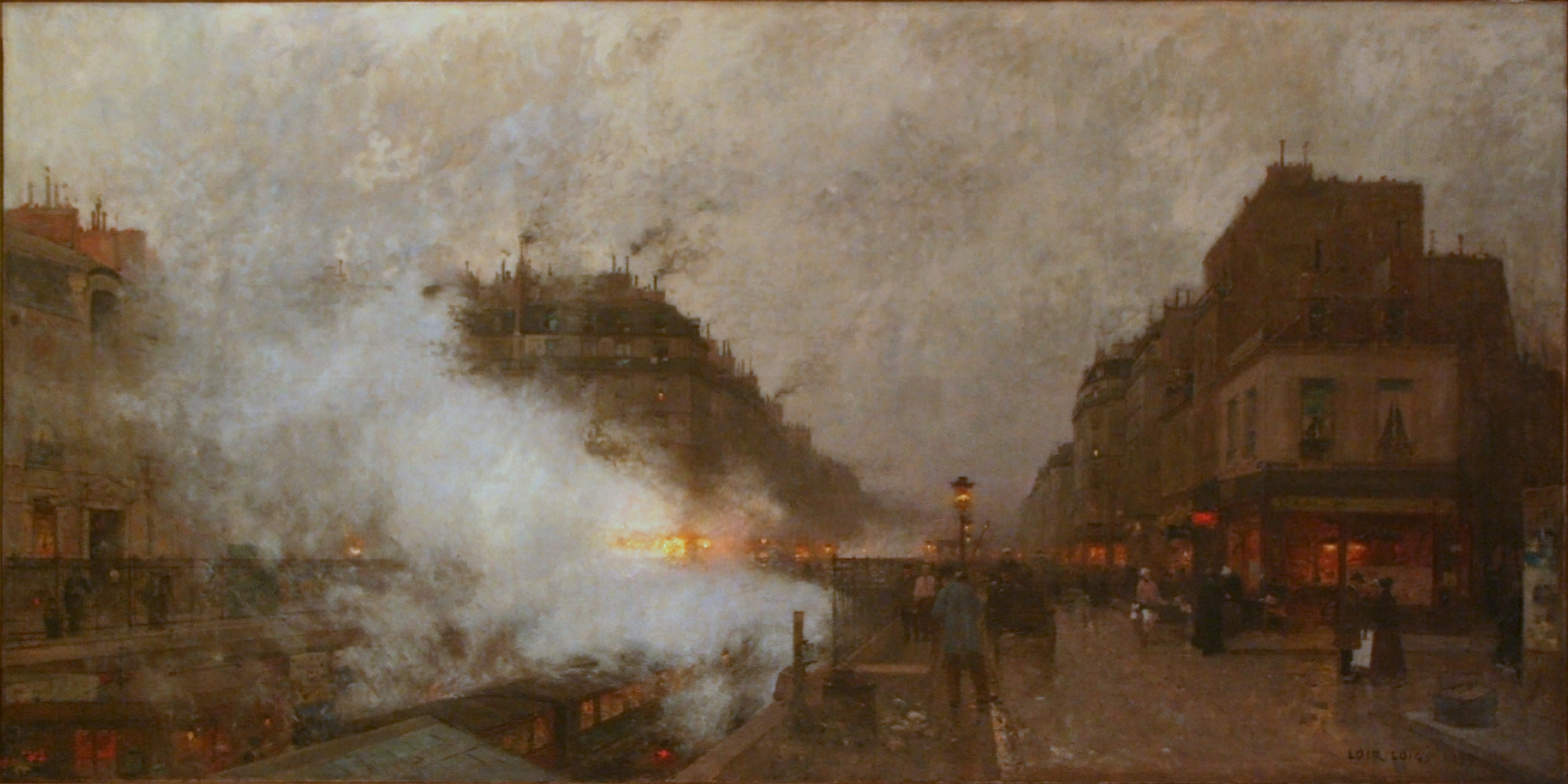
Le Métropolitain (1899), プラハ国立美術館
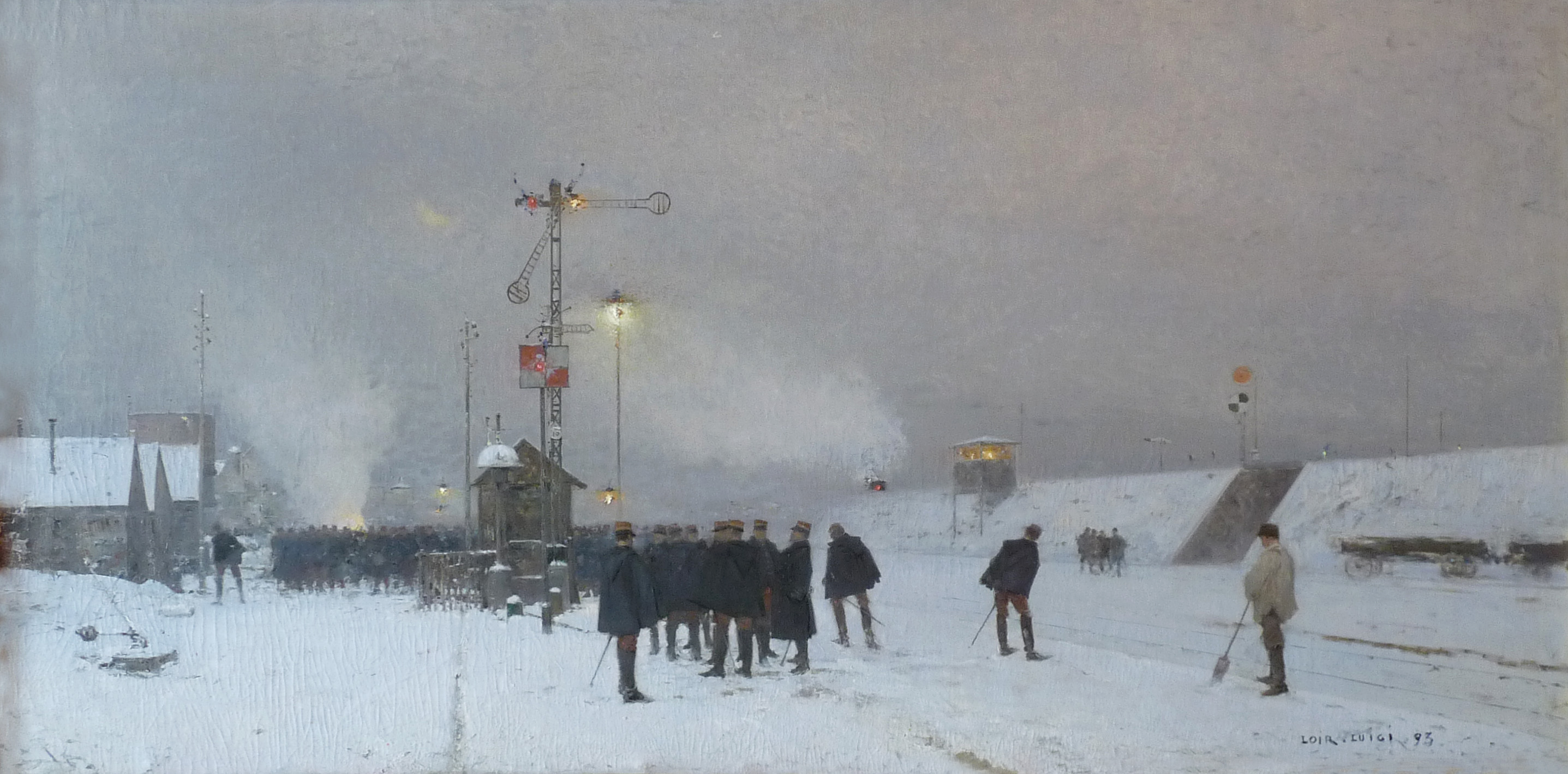
Avant l'embarquement, effet crépusculaire (1893), バル＝ル＝デュック, バロア美術館
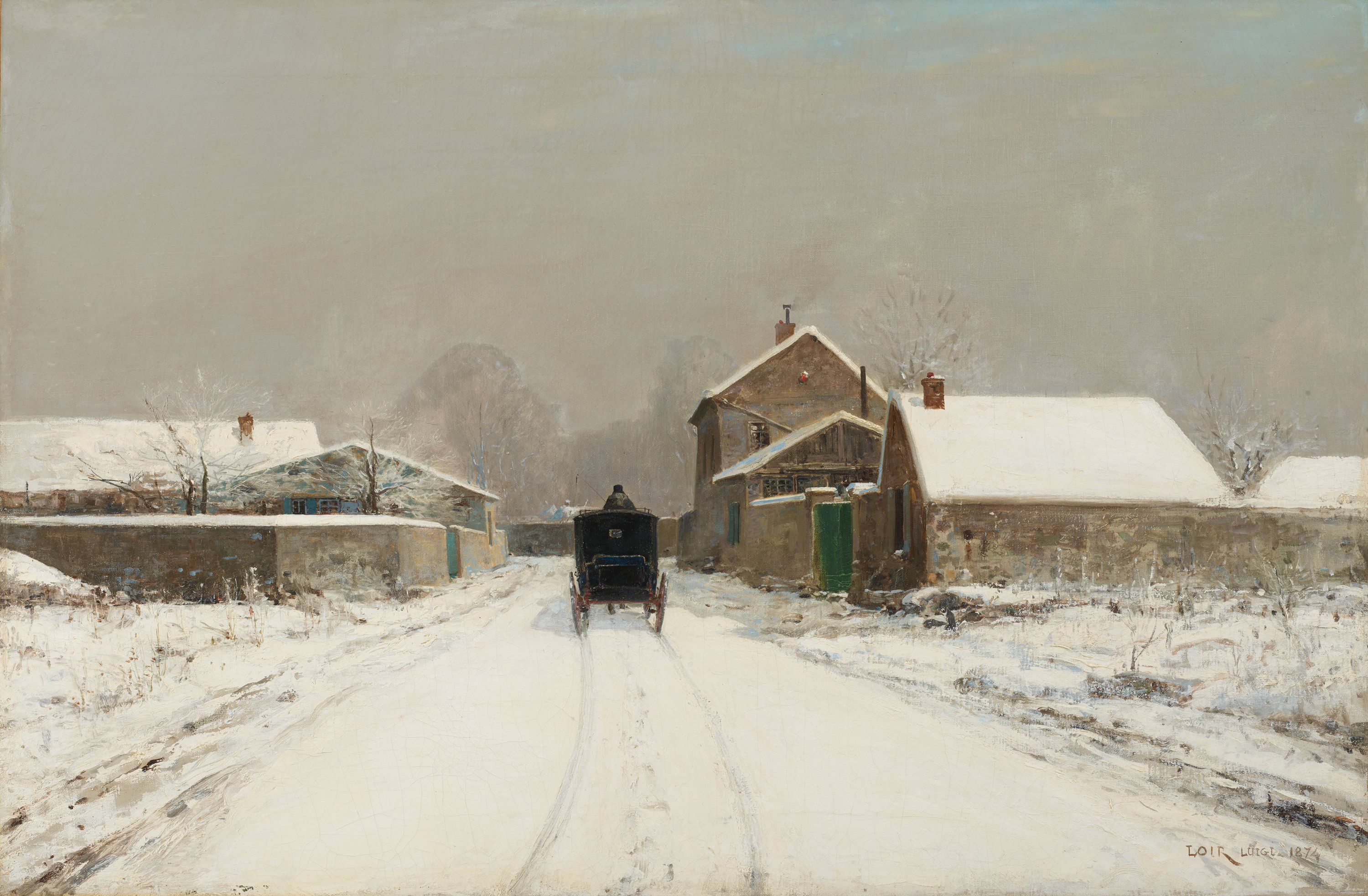
L'Avenue de Neuilly on a Winter Day (1874), ミネアポリス美術館

## 関連文献
- Noë Willer, Luigi Loir : (1845-1916) : peintre de la Belle Époque à la publicité : catalogue raisonné, vol. I, édition Noë Willer, 2004, 221 p. ISBN 2-9514056-1-8